# Korownica orzechobarwna
Korownica orzechobarwna (Efibula avellanea (Bres.) Sheng H. Wu) – gatunek grzybów z rodziny Irpicaceae.

## Systematyka i nazewnictwo
Pozycja w klasyfikacji według Index Fungorum: Irpicaceae, Polyporales, Incertae sedis, Agaricomycetes, Agaricomycotina, Basidiomycota, Fungi.
Po raz pierwszy opisał go w 1911 r. Giacomo Bresàdola, nadając mu nazwę Corticium avellaneum. Nie wskazał holotypu, ale w 1919 r. Amédée Galzin wskazał lektotyp. W 1990 r. Shi Fa Sheng i H. Wu przenieśli go do rodzaju Efibula. Pozostałe synonimy:
- Corticium avellaneum Bres. 1911
- Corticium lacteum subsp. avellaneum (Bres.) Bourdot & Galzin, 1928
- Corticium lacteum var. schidacodes Bourdot & Galzin 1928
- Corticium tuberculatum var. schidacodes (Bourdot & Galzin) D.A. Reid 1968
- Phanerochaete avellanea (Bres.) J. Erikss. & Hjortstam 1981

Nazwę polską podali Barbara Gumińska i Władysław Wojewoda w 1983 r. dla synonimu Phanerochaete avellanea. Jest niespójna z aktualną nazwą naukową.

## Morfologia
Owocnik
Szeroko rozpostarty, osiągający rozmiar do 8 × 1,5 cm, błoniasty do skorupiastego, przyrośnięty do podłoża. Powierzchnia hymenialna żółta do brązowej, gładka, ciągła, ale często pękająca i odsłaniająca subikulum. Subiculum strzępiaste do włóknistego, cienkie, jasnobrązowe do prawie białego. Brzeg ostry, włókienkowaty, niewiele lub wcale przerzedzony, tej samej barwy co subikulum.
Cechy mikroskopowe
System strzępkowy monomityczny. Subikulum bardzo cienkie, zwarte, mniej lub bardziej zlepione, typu  textura intricata, strzępki o średnicy 2,5–7 µm, cienkościenne lub o ścianach do 1 µm grubości, gładkie lub inkrustowane szklistymi kryształami, z pojedynczymi przegrodami, rzadko guzkowatymi. Subhymenium zwarte typu  textura intricata-porrecta, mniej więcej prostopadłe do podłoża, strzępki o średnicy 2,5–4 µm, cienkościenne, szkliste, gładkie, rozgałęziające się zwykle pod kątem prostym, z pojedynczymi przegrodami. Brak cystyd. Podstawki maczugowate 25–40 × 5–7 µm, szkliste, cienkościenne, z 4-sterygmami o długości do 6 µm. Bazydiospory 5-7 × 2,5–3(–3,5) µm, wąsko elipsoidalne, spłaszczone, szkliste, cienkościenne, nieamyloidalne, niecyjanofilne.

## Występowanie i siedlisko
Podano stanowiska w Ameryce Północnej, Europie i na niektórych wyspach, ale prawdopodobnie występuje na całym świecie. W Polsce do 2003 roku znane były tylko dwa stanowiska w Międzyrzecu Podlaskim (G. Bresàdola 1903 i Bogumir Eichler 1907). W. Wojewoda w 2003 r. uznał go za gatunek w Polsce wymarły, ale w późniejszych latach podane jego stanowiska (Z. Flisińska 2004, T. Ślusarczyk 2019).
Nadrzewny saprotrof. Występuje na gałęziach i gałązkach drzew liściastych, a czasami na łodygach roślin zielnych. Powoduje białą zgniliznę drewna.